# Xã Aleppo, Quận Greene, Pennsylvania
Xã Aleppo (tiếng Anh: Aleppo Township) là một xã thuộc quận Greene, tiểu bang Pennsylvania, Hoa Kỳ. Năm 2010, dân số của xã này là 502 người.